# Suhail Al-Noubi
Suhail Ahmed Al Noubi Saeed, noto semplicemente come Suhail Al-Noubi (in arabo سُهَيْل النُّوبِيّ‎?; Abu Dhabi, 9 gennaio 1996), è un calciatore emiratino, centrocampista del Baniyas.

## Carriera

### Club
Al-Noubi è cresciuto nel settore giovanile del Baniyas, ed ha sempre giocato con la squadra di Abu Dhabi. Ha fatto il suo esordio da professionista il 3 aprile 2015, durante la ventiduesima giornata della UAE Pro League 2014-15, subentrando al settantanovesimo minuto nel 2-2 contro l'Ajman.

### Nazionale
Nel 2013 Al-Noubi viene inserito nella lista dei convocati della Nazionale Under-17 di calcio degli Emirati Arabi Uniti per il Campionato mondiale di calcio Under-17 2013, giocando in due delle tre partite giocate dalla sua nazionale.
Il 21 marzo 2019 gioca la sua prima partita con la Nazionale di calcio degli Emirati Arabi Uniti, partendo titolare nell'amichevole vinta per 2-1 contro l'Arabia Saudita.